# Ettal
Ettal là một xã nhỏ ở huyện Garmisch-Partenkirchen, bang Bavaria thuộc nước Đức và là thành viên của cộng đồng hành chính Unterammergau. Nó bao gồm làng chính Ettal và các làng khác Graswang, Linderhof, Dickelschwaig và Rahm. Các điểm thu hút chính là tu viện cùng tên và lâu đài Linderhof.

## Hình ảnh

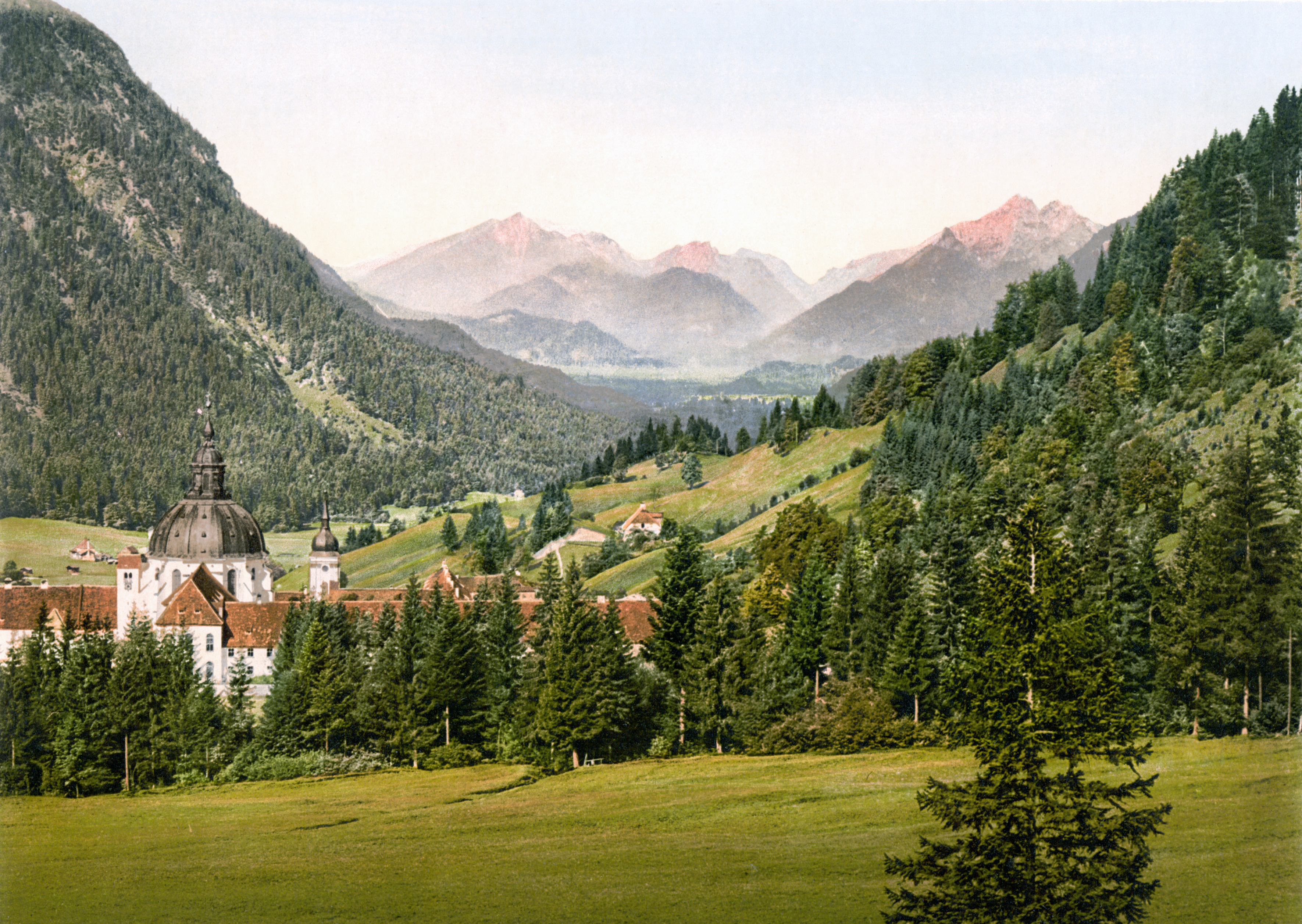
Ettal khoảng 1900
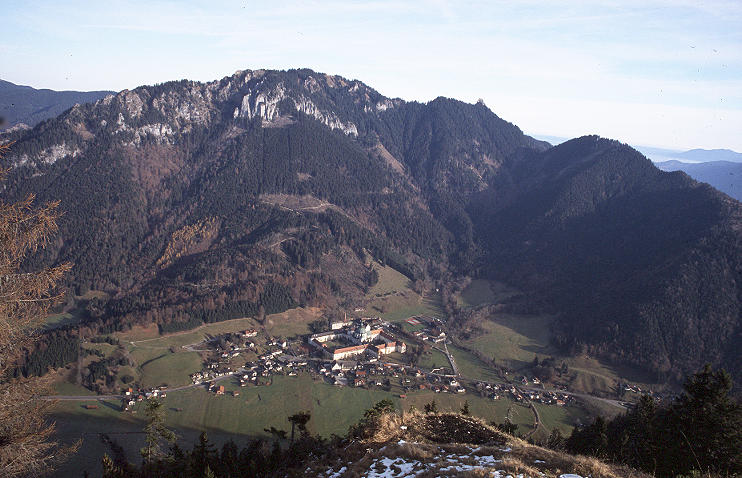
Ettal nhìn từ Ochsensitz
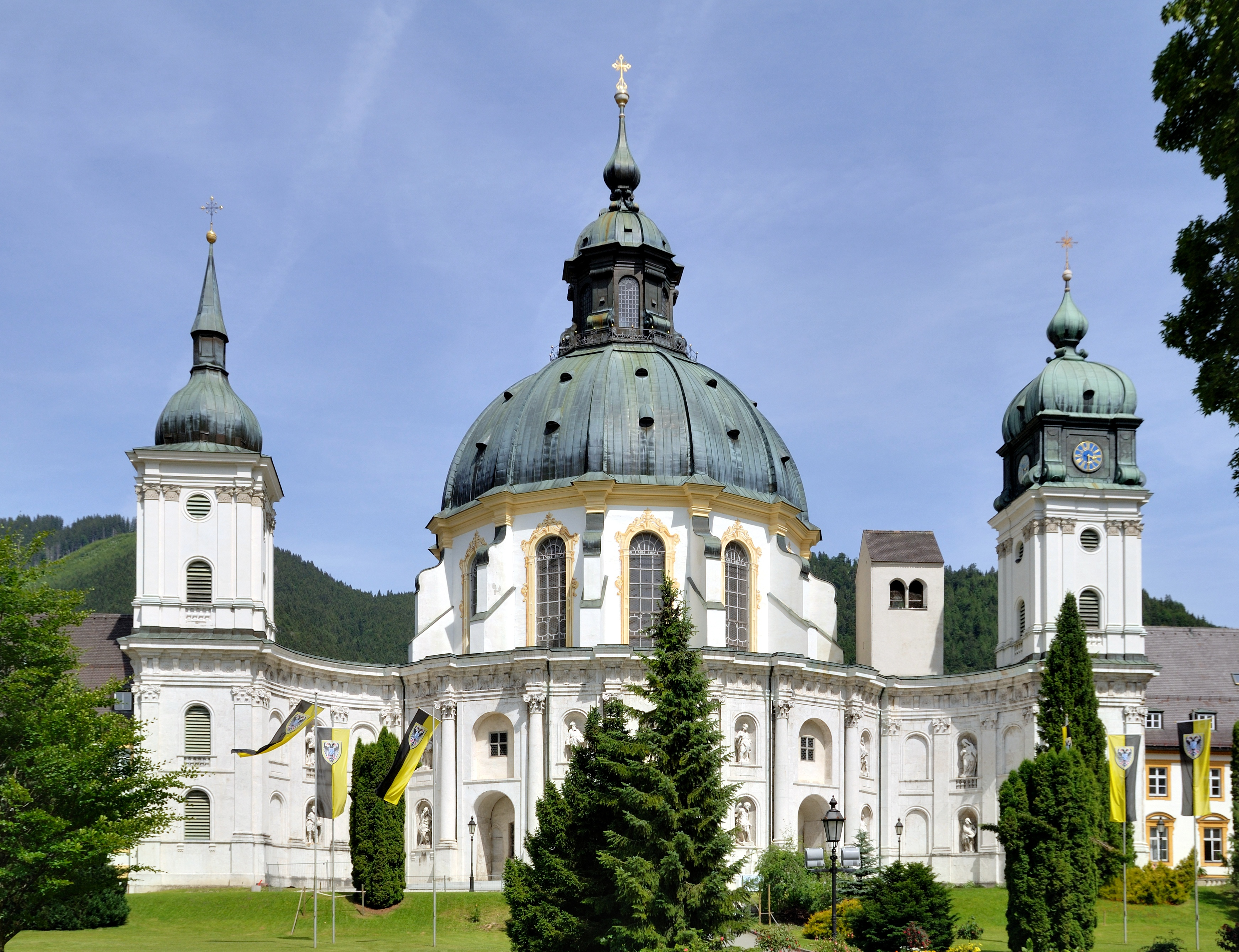
Nhà thờ tu viện Ettal
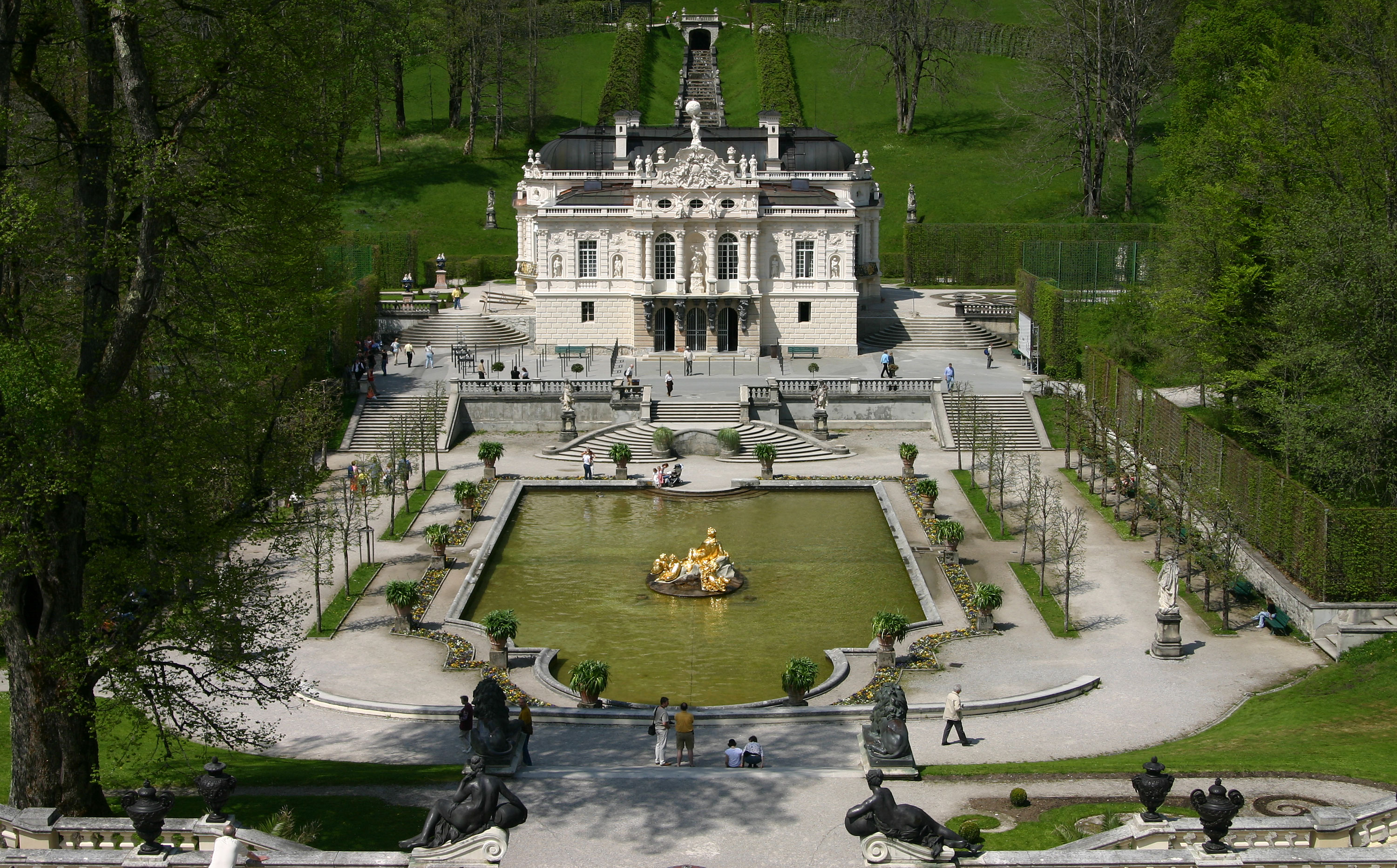
Lâu đài Linderhof
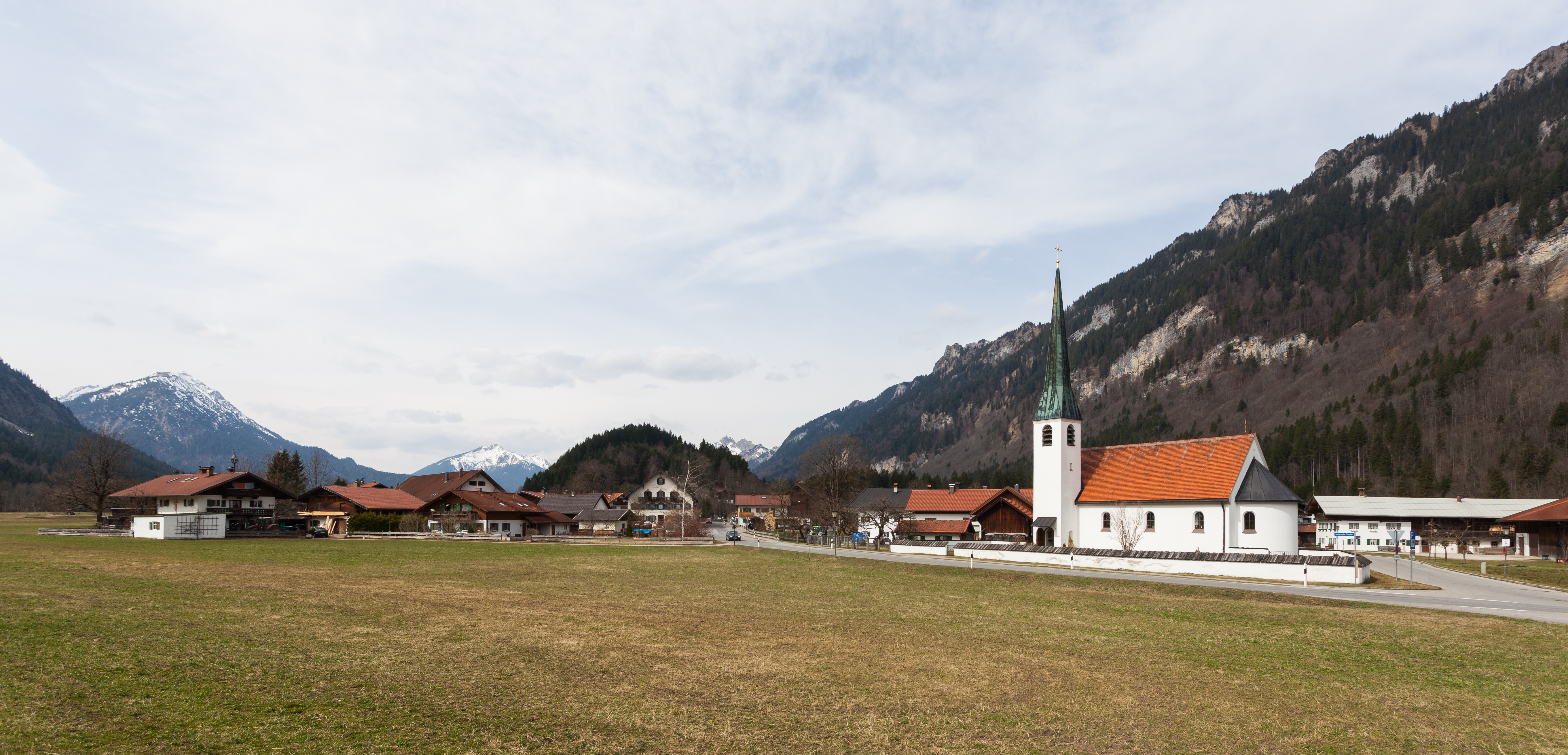
Maria-Schutz-Kirche